# Elia Millosevich

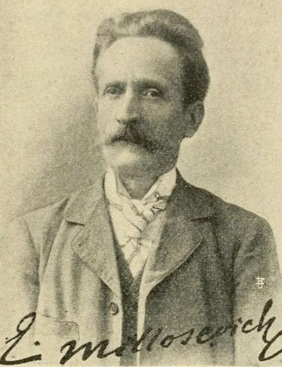
Elia Millosevich

Elia Millosevich (* 5. September 1848 in Venedig; † 5. Dezember 1919 in Rom) war ein italienischer Astronom.

## Leben
Millosevich war Professor für Astronomie am Istituto Nautico in Venedig und später Direktor des Observatoriums Collegio Romano in Rom.
Millosevich spezialisierte sich auf die Beobachtung und Berechnung der Bahndaten von Kometen und Asteroiden. 

Zusammen mit Vincenzo Cerulli stellte er einen Sternenkatalog zusammen.
1891 entdeckte er die Asteroiden (303) Josephina und (306) Unitas.
Zu seinem Gedenken wurde der Asteroid (69961) Millosevich nach ihm benannt.

## Publikationen (Auszug)
- Dei passaggi di Venere sul disco solare e specialmente di quello dell' 8 Decembre 1874, Rom : tipografia delle belle arti, 1871
- Commemorazione del P. Angelo Secchi., Rom, 1903
- Catalogo di 412 stelle fra 49°52' E 54°5' (1900.0)., Catania : C. Galàtola, 1904
- Il sorgere eliaco di Sirio con qualche accenno di paleocronologia egizia, Rom : Editore dell'Unione, 1917